# Volksparkstadion
Volksparkstadion este un stadion de fotbal din Bahrenfeld, Hamburg, Germania. El este arena de casă a clubului german din Bundesliga, Hamburger SV și a fost unul din cele 12 stadioane utilizate la Campionatul Mondial de Fotbal 2006, găzduind 4 meciuri în grupe și un sfert de finală. Anterior, stadionul s-a numit AOL Arena și HSH Nordbank Arena și Imtech Arena. Conform regulilor UEFA care nu acceptă denumiri comerciale, în cadrul meciurilor din competițiile europene stadionul a fost numit Hamburg Arena.

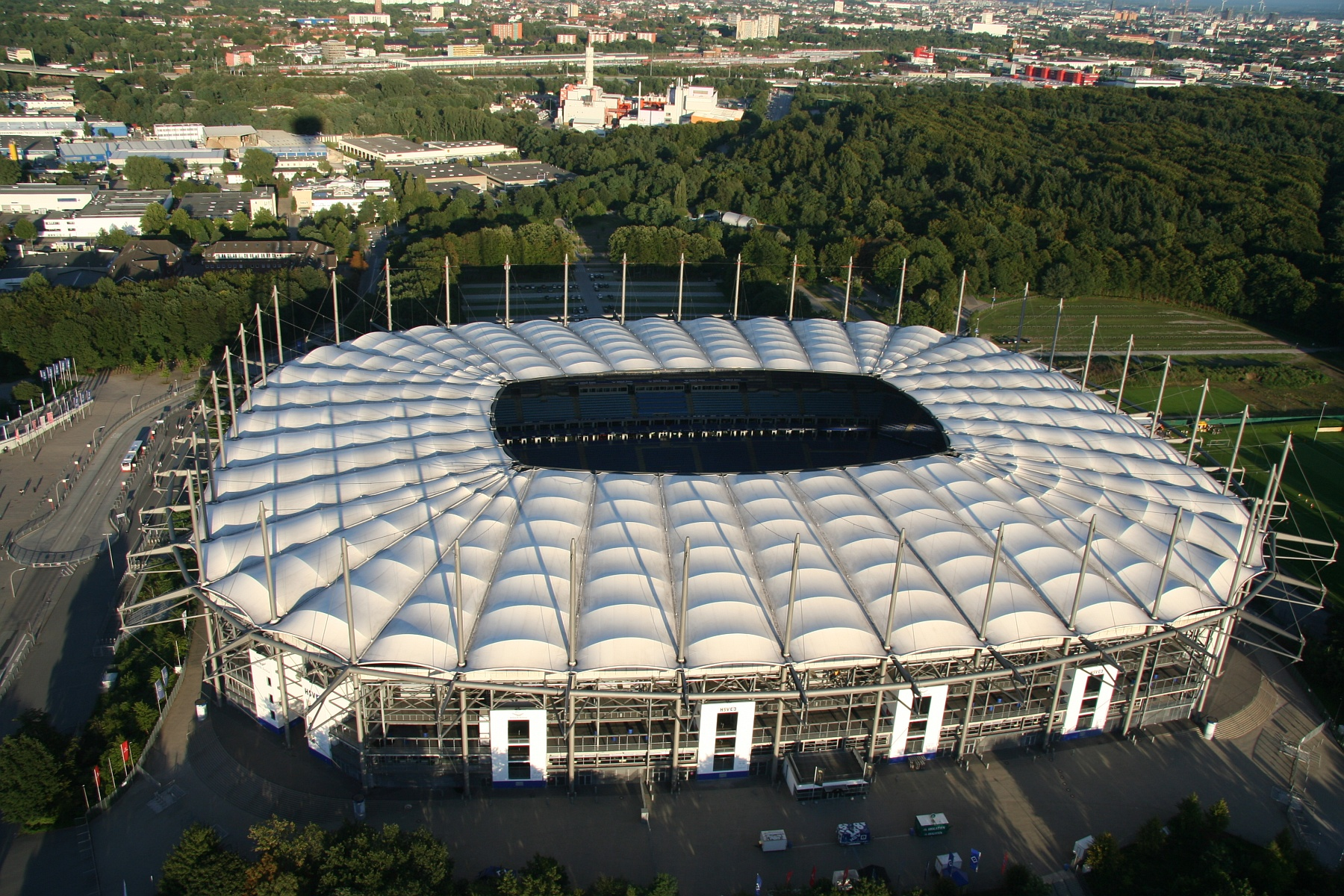
Imtech Arena văzut din aer

În 1972 a fost una din arenele gazdă la Campionatul Mondial de Fotbal. Stadionul a fost de asemena una din gazde la Campionatul European de Fotbal 1988 și la Campionatul Mondial de Fotbal 2006. Următoarele meciuri s-au ținut pe acest stadion în cadrul campionatului din 2006:
| Data       | Ora (CET) | Echipa #1      | Scor | Echipa #2        | Runda              | Spectatori |
| ---------- | --------- | -------------- | ---- | ---------------- | ------------------ | ---------- |
| 2006-06-10 | 21.00     | Argentina      | 2-1  | Coasta de Fildeș | Grupa C            | 49.480     |
| 2006-06-15 | 15.00     | Ecuador        | 3-0  | Costa Rica       | Grupa A            | 50.000     |
| 2006-06-19 | 18.00     | Arabia Saudită | 0-4  | Ucraina          | Grupa H            | 50.000     |
| 2006-06-22 | 16.00     | Cehia          | 0-2  | Italia           | Grupa E            | 50.000     |
| 2006-06-30 | 21.00     | Italia         | 3-0  | Ucraina          | Sferturi de finală | 50.000     |

Stadionul a găzduit Finala UEFA Europa League 2010, în care echipa spaniolă Atlético Madrid a învins clubul englez Fulham cu 2–1.
În anul 2024, pe Volksparkstadion s-au desfășurat unele meciuri ale Campionatului European.